# Кирилин, Александр Николаевич
Алекса́ндр Никола́евич Кири́лин (род. 13 июля 1950, село Черноречье, Волжский район, Куйбышевская область) — советский и российский авиационный инженер, учёный, генеральный директор «ЦСКБ-Прогресс». 

## Биография
Александр Кирилин родился в селе Черноречье Волжского района Куйбышевской области.
В 1973 году окончил Куйбышевский авиационный институт.
С 1968 по 1997 годы прошёл путь от слесаря до заместителя директора завода. В 1997 году назначен первым заместителем генерального директора ГНПРКЦ «ЦСКБ-Прогресс» — директором Самарского завода «Прогресс». В 2003 году назначен генеральным директором ГНПРКЦ «ЦСКБ-Прогресс».
Занимался научной и преподавательской работой, автор более двадцати научных работ, доктор технических наук, доцент. 
Участвовал в общественной научной деятельности в качестве члена-корреспондента Академии технологических наук, действительного члена Российской академии космонавтики имени К. Э. Циолковского и президента Поволжского отделения этой академии.
С февраля 2018 года был под следствием за злоупотребление полномочиями. После нескольких лет следствия и суда после решения шестого кассационного суда в сентябре 2022 года с 5 лет лишения свободы срок осужденному Кирилину был сокращён до 2 лет условно с испытательным сроком 1 год.

## Награды и звания
- Орден «За заслуги перед Отечеством» IV степени
- Орден Почета
- Медаль «За трудовую доблесть»
- Лауреат Государственной премии РФ
- Почётная грамота Правительства Российской Федерации (2010)[5]
- Лауреат Губернской премии в области науки и техники
- Премия Правительства Российской Федерации 2008 года в области науки и техники (10 марта 2009) — за комплексное решение проблем виброзащиты изделий транспортного машиностроения и аэрокосмической техники на базе упругопористого материала — металлорезины
- Почётный гражданин Самарской области (7 апреля 2016) — за выдающийся вклад в социально-экономическое развитие Самарской области, заслуги в создании ракетно-космической техники, плодотворную деятельность, способствующей повышению известности и авторитета Самарской области в Российской Федерации и за рубежом